# Мејбел Стобарт
Мејбел Стобарт (енгл. Mabel Annie St Clair Stobart; Вулиџ, Кент, 3. фебруар 1862 — децембар 1954), медицински радник, писац, оснивач Мобилне женске јединице за болесне и рањене 1912., (Women's Sick and Wounded Convoy Corps) и Лиге женског националног сервиса 1914. (Women's National Service League), као и Српске Стобарт болнице (Stobart Hospitals).
Постала је прва жена у свету која је стекла чин мајора у некој националној војсци.

## Рад и долазак у Србију
Рођена је у богатој породици Самјуела Бакстера Болтона и Софије Луизе Купер, у Вулиџу, Кент, Енглеска 1862. године. Била је трећа ћерка у породици од пет ћерки и два сина. 
Била је страствени играч голфа и тенисерка, а написала је и књигу о голфу.
16. јула 1884. године се удала за Келбурна Стобарта, трговца гранитом који је био пореклом из Ирске, са којим је касније добила два сина. Током повратка. њеног мужа са пословног пута умро је на броду за Британију 9. априла 1908. године.
Првобитно члан Коњичке прве помоћи (First Aid Nursing Yeomanry Corps) организације основане 1907. као споне између пољских болница и фронтовских линија. За разлику од сестринских организација, ФАНИ је био ангажован на спасавању рањених и пружању прве помоћи, попут модерног војног лекарства. Стобарт оснива 1910. године Мобилне женске јединице за болесне и рањене, чије услуге одбија британски Црвени крст, сматрајући да ће услови на балкану током рата бити прилично неприкладни за жене. Мејбел се није сложила са тиме и тражила је начин да пошаљу и њен корпус у Србију. Уз помоћ Ноела Бакстона, посланика и председника Балканског комитета за ратну помоћ одлази у Бугарску, како би свој предлог изнела директно буарској влади. У Софији Мејбел добија позитиван одговор од начелника бугарског Црвеног крста након чега шаље телеграмом вести у Енглеску. Регрутује кадар уз помоћ бугарске краљице Елеоноре оснивајући болницу Кирк-Клисе у Тракији, за бугарски Црвени крст, 1912. године којој се придружују три жене, докторке, шест медицинских сестара, четири помоћника и три кувара. По доласку у Софију послати су у близини фронта где су наредних пет недеља лечили рањенике, све до потписивања примирја.
Након повратка у Енглеску објавила је и књигу о својој јединици и женама у рату, на основу искуства на Балкану и посветила књигу царици Бугарске, Елеонори. Царица је, која је и сама била медицинска сестра током рата дала и донацију у материјалу потребном јединици за функционисање. Стобартова је отишла у посету Канади на три месеца. Током њеног одсуства, чланови њене јединице одлучили су да се јединица придружи Британском друштву Црвеног крста. Стобартова је оштро протестовала и била против тога, након чега напушта организацију коју је основала.

## Први светски рат

### У Белгији
По избијању Првог светског рата, Британија је објавила рат Немачкој 4. августа 1914. године, а Мејбел је већ 18. августа отпутовала у Брисел где одмах почиње са преуређивањем универзитетске зграде коју је њена јединица добила на коришћење као болницу. Убрзо након оснивања болнице нацистичке трупе тријумфално улазе у Белгију, а њих хапсе као шпијуне. Хтели су и да их стрељају због шпијунских активности. Убрзо су изведени пред судију који је одлучио да су невини и дозволио им да се врате у Лондон. 

### У Србији
У априлу 1915. придуружује се свом другом супругу Пирсу, као капелану Британских јединица у Србији, где на челу Треће јединце Српског потпорног фонда (Serbian Relief Fund's Front Line Field Hospitalу) у Крагујевцу, са прикупљеном помоћи за амбуланте и медицински материјал, са њених 7 докторки, 18 медицинских сестара и доста општег особља, руководи пољском болницом. Као последица рата у Србији је увелико трајала епидемија пегавог тифуса, од кога је скоро половина лекара у земљи преминуло. Мисија Стобарт је за шест месеци збринула око 20.000 пацијената у пољској болници у Крагујевцу и седам диспанзера који су били смештени по околним селима. Због своје пожртвованости и резултата које је постигла Медицинска дивизија Краљевске српске војске је затражила од ње да преузме команду у пољској болници на фронту. Поред медицинског особља под њеном командом је било и шездесет војника, због чега је добила чин мајора, чиме је постала прва жена у свету са чином мајора. У јесен исте године се и Бугарска укључила у рат против Србије, што је отежало положај Србије, након чега се креће у повлачење српских снага ка Албанији, а Стобарт је постављена на чело ”летећих” пољских Стобарт болница и њена јединица је била међу последњим јединицама које су започеле повлачење преко албанских планина које је успешно извела уз минималне губитке. Носилац је Ордена Белог Орла и Ордена Светог Саве, као и медаље црпског Црвеног крста.
Повратак у Енглеску
По повратку, у домовину Енглеску, госпођа Стобарт, није испоштована како је очекивала и како су то Срби учинили. У Лондону, председник Комитета Српског потпорног фонда, оштро јој је замерио што се придружила српској војсци на фронту и у албанској голготи, и тиме прекорачила дата јој упутства и изложила санитетску јединицу непотребном ризику.
И у каснијем периоду, госпођа Стобарт је непрестано љутила Енглеску владу, нпр. тиме што је одбила њихов надзор над својим радом и садржајем предавања о њеним искуствима из рата на Балкану, која је држала у Америци и Енглеској, и што је сав новац прикупљен од предавања која је држала у Америци, (скоро 4000 фунти), дала Црвеном крсту Србије.
Како је сваки њен покушај, да закаже састанак са Министром за информисање Енглеске и обнови своје активности био безуспешан. 1918. године је добила старатељство над своје две унуке чији су родитељи умрли у епидемији грипа, а 1928. године су јој умрли муж и старији син. Након тога она се окреће спиритуализму, а написала је и неколико књига на ту тему у наредним годинама. Постала је и председник Британског колеџа психичких наука, а после тога је и основала Спиритуалистичку заједницу чији је била председник.
Већину свој преосталог живота је провела у Дорсету, где је и преминула 7. децембра 1954. године у својој 92. години живота.

## Писац и авантуриста
Писац је књиге Ватрени мач у Србији и другде. По завршетку Првог светског рата окреће се релаксиранијем али и даље авантуристичком животу и оснива медицинску службу у Долини Краљева у Египту.
1935. године је написала и објавила своју аутобиографску књигу под називом Чуда и авантуре: аутобиографија.